# Gagrella viridalba
Gagrella viridalba is een hooiwagen uit de familie Sclerosomatidae.